# Rina Dewi Puspitasari
Rina Dewi Puspitasari (Bojonegoro, 5 ottobre 1985) è un'ex arciera indonesiana.
Ha rappresentato l'Indonesia ai giochi olimpici di Atene 2004 e Pechino 2008, a due campionati del mondo, a due edizione dei Giochi asiatici e a due dei campionati asiatici.

## Biografia

### Giochi olimpici

#### Atene 2004
La Puspitasari fece parte della delegazione indonesiana ad Atene 2004.
Nel round di qualificazione giunse al 46º posto, venendo sconfitta al primo turno della fase ad eliminazione diretta da Jennifer Nichols.

#### Pechino 2008
La seconda esperienza olimpica la ebbe in occasione dei giochi di Pechino 2008. Nel round di qualificazione fu 42ª con 620 punti. Al primo turno venne sconfitta dalla russa Miroslava Dagbaeva al tie break, dopo che l'incontro era terminato 106 pari.

### Campionati mondiali
Ha preso parte a due edizioni dei campionati mondiali di tiro con l'arco, nel 2005 in Spagna e nel 2009 in Corea del Sud. In entrambe le partecipazioni gareggiò solo nell'individuale femminile.
A Madrid 2005 fu 51ª nel turno di qualificazione e venne eliminata al primo turno della fase ad eliminazione diretta dalla cinese Guo Dan.
Ad Ulsan 2009 fu 33ª nel round di qualificazione e fu eliminata da Natalia Erdiniyeva nel secondo turno della fase ad eliminazione diretta, dopo che al primo aveva avuto la meglio su Maria-Joao Ribeiro.

### Giochi asiatici
Ha partecipato a due edizioni dei giochi asiatici, nel 2006 e nel 2010.
Nella prima partecipazione gareggiò sia nell'individuale femminile (chiuse al tredicesimo posto) che nella gara a squadre femminile (l'Indonesia giunse ottava).
Quattro anni più tardi, nell'individuale fu 37ª, ma terza tra le atlete indonesiane: il regolamento dei giochi asiatici permette l'accesso alla fase ad eliminazione diretta a non più di due atleti per paese, e pertanto la Puspitasari fu esclusa. Nella competizione a squadre, le indonesiane, none nelle qualificazioni, vennero eliminate al primo turno.

### Altre competizioni
Prese parte a due edizioni dei campionati asiatici di tiro con l'arco nella gara individuale (miglior risultato i quarti di finale del 2003 mentre nel 2007 si fermò al terzo turno) e ad una nella gara a squadre (nel 2007, quando l'Indonesia fu eliminata ai quarti dalla Cina)
Ai XXIII Giochi del Sud-est asiatico del 2005 ha vinto la medaglia d'oro davanti alla connazionale Yasmidar Hamid.